# 正始の音
正始の音（せいしのおん）は、三国時代、魏の正始時代（240年 - 249年）に始まる学風をいう。正始の風（せいしのふう）とも。何晏や王弼に代表され、儒教の経典解釈学と老荘思想を交えて解釈した。玄学清談の学風であり、竹林の七賢の先駆となる。